# Цугське озеро
Цу́гське о́зеро (нім. Zugersee) — озеро у Швейцарії. Площа 38,41 кв. км. Найбільша глибина 198 м. Посідає 10 місце за величиною серед водойм Швейцарії. Площа басейну 246 км².

## Географічні дані
Розташоване озеро в центральній частині країни у передгір'ях Альп. За територією водойму ділять на три кантони: найбільша частина належить кантону Цуг (24,32 кв.км.), південь озера у володіннях кантону Швіц (11,67 кв.км.), а найменшу частину отримав кантон Люцерн (2,42 км²). У Цугське озеро впадає річка Лорце.
До початку 20 ст. Цугське озеро було одним з найбрудніших водойм у країні. Це пояснюється тим, що у воді є надлишок фосфору, що стимулює розростання різних видів водоростей, папоротей і мохів, які не пропускають кисень глибше. У 1953 та 1986 році проводилося багатоступеневе очищення води від фосфатів.
Рибалки вважають це озеро хорошим місцем для улову. У водоймі зустрічаються близько 32 різних видів риби (коропи, щуки, окуні).

## Історія
Перші поселення біля Цугського озера були ще у 858 році у місті Хам. Перший теплохід у водоймі було зафіксовано у 1852 році. 1969 року рада Цуга прийняла закон, який зобов'язує водоохоронну організацію GVRZ слідкувати за чистотою озера.

## Судноплавство
Перевезенням по озеру займається компанія Zugersee Schifffracht. Вони організовують як прогулянки-круїзи, так і регулярні рейси в такі міста: Цуг, Хам, Ріш, Обервіль, Імензе, Вальхвіль.